# وتل

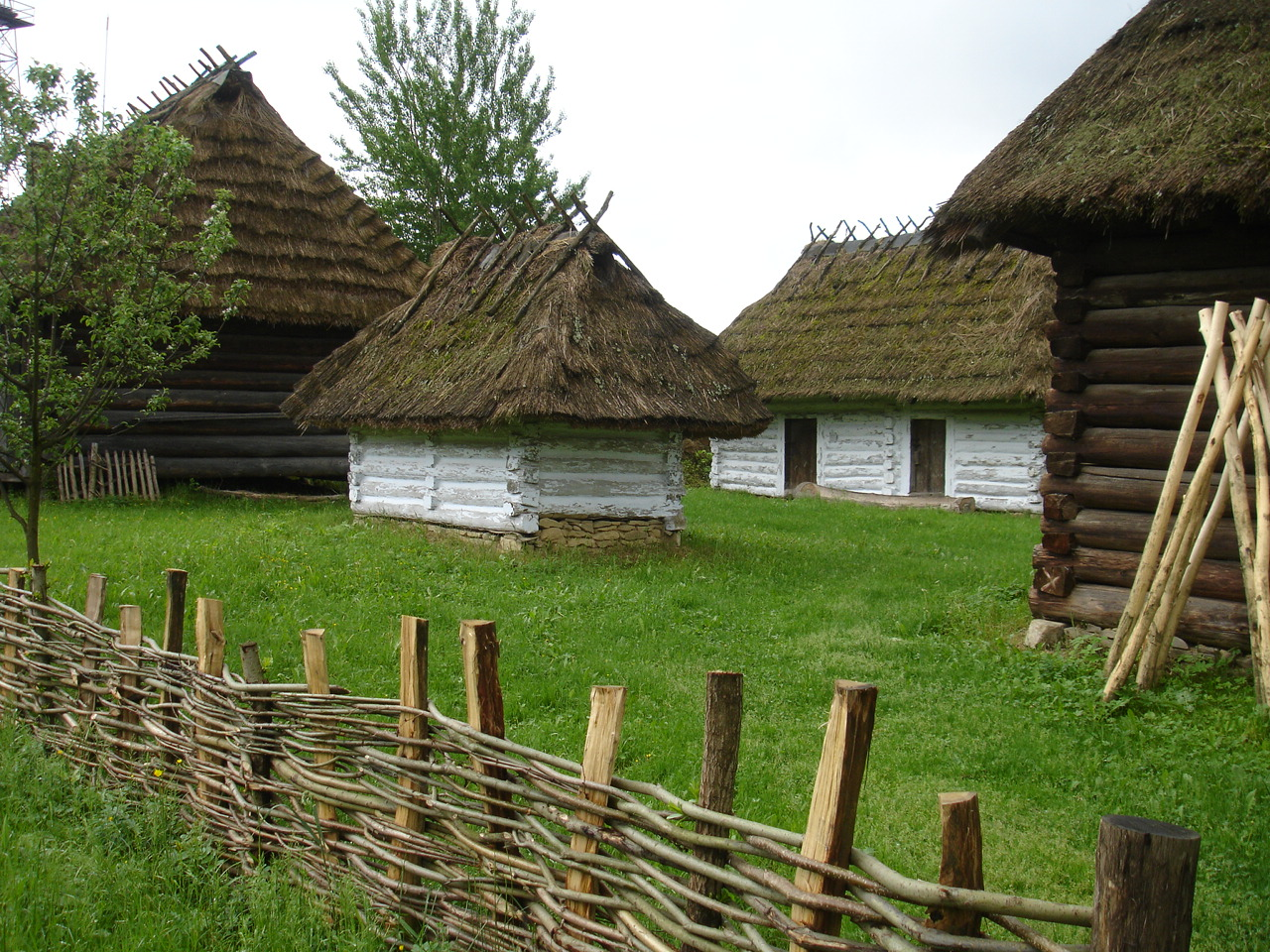
سور وتل في متحف براني في بولندا

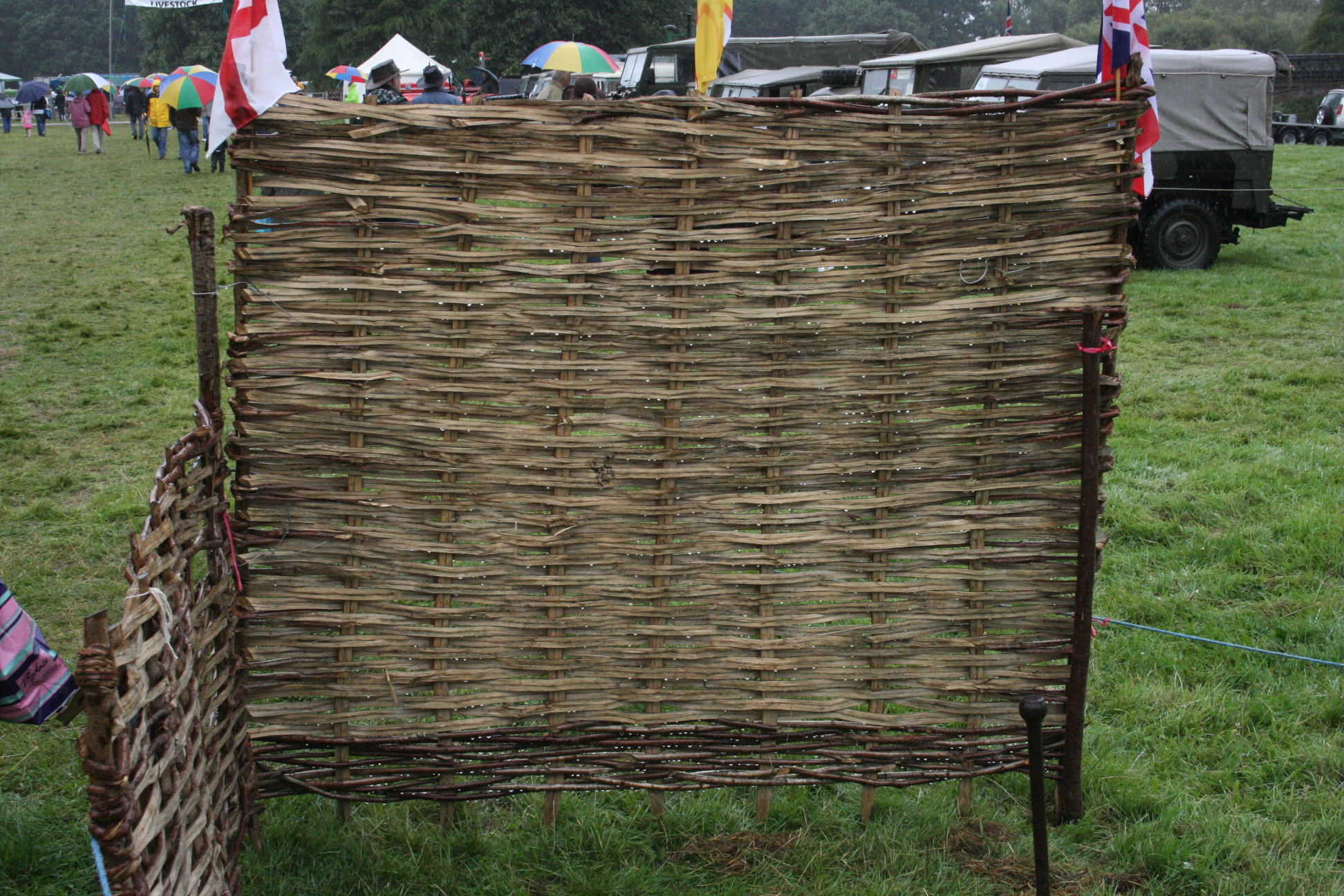
عقبة أو لوحة من الوتل

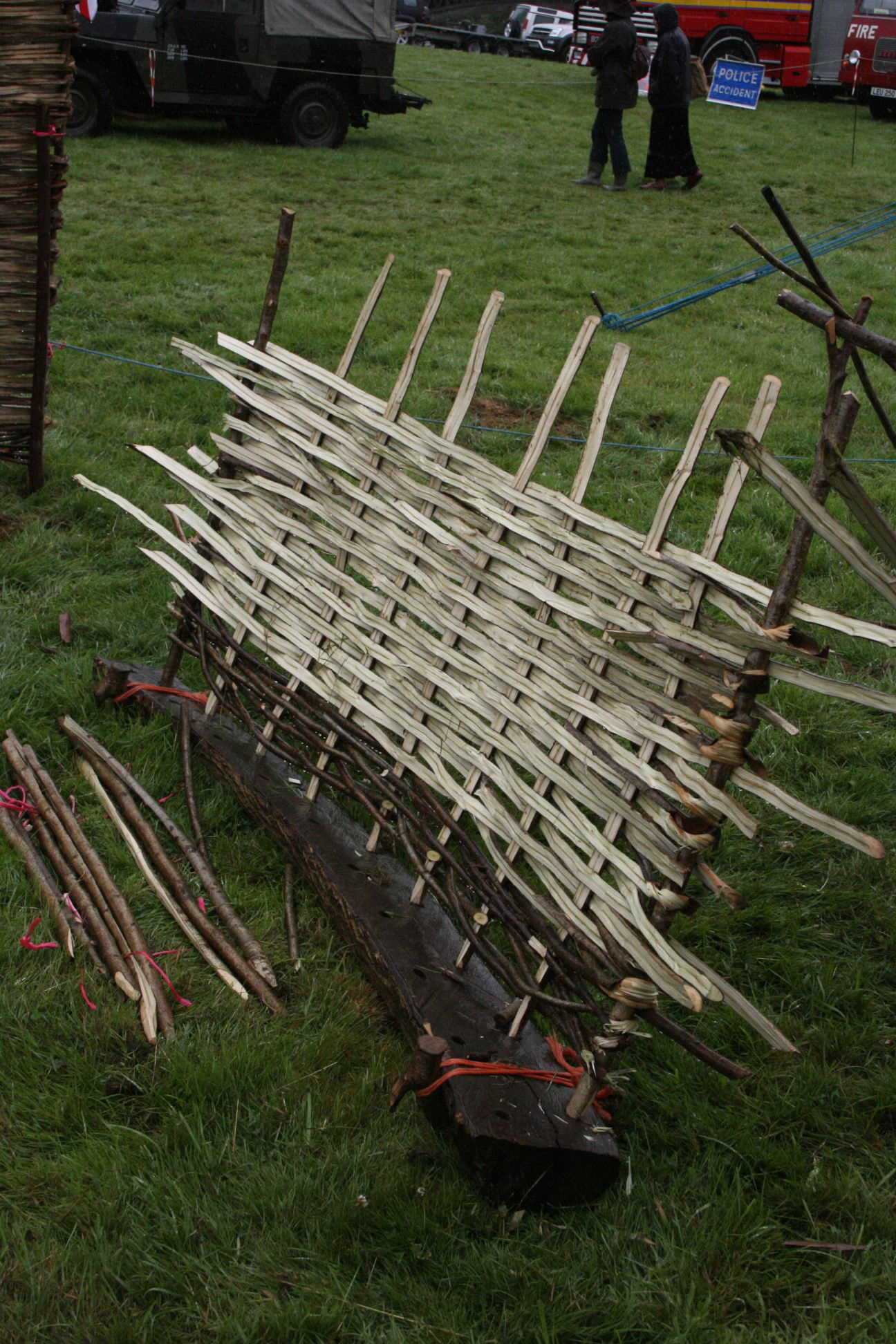
عقبة وتل تُبنى على إطار

يُصمَّم الوَتَل بنسج فروع مرنة حول أوتاد منتصبة لتشكيل شبكة منسوجة. يمكن أن يصنع الوتل في لوحة فردية تسمى عادةً حاجزًا أو يمكن تشكيلها في سور مستمر. تشكل الوتل أيضًا الهيكل الأساس لبناء جدار الوتل والطين حيث تُجصص الأوتال بمادة تشبه الجص لصنع جدار مقاوم لعوامل الجو.

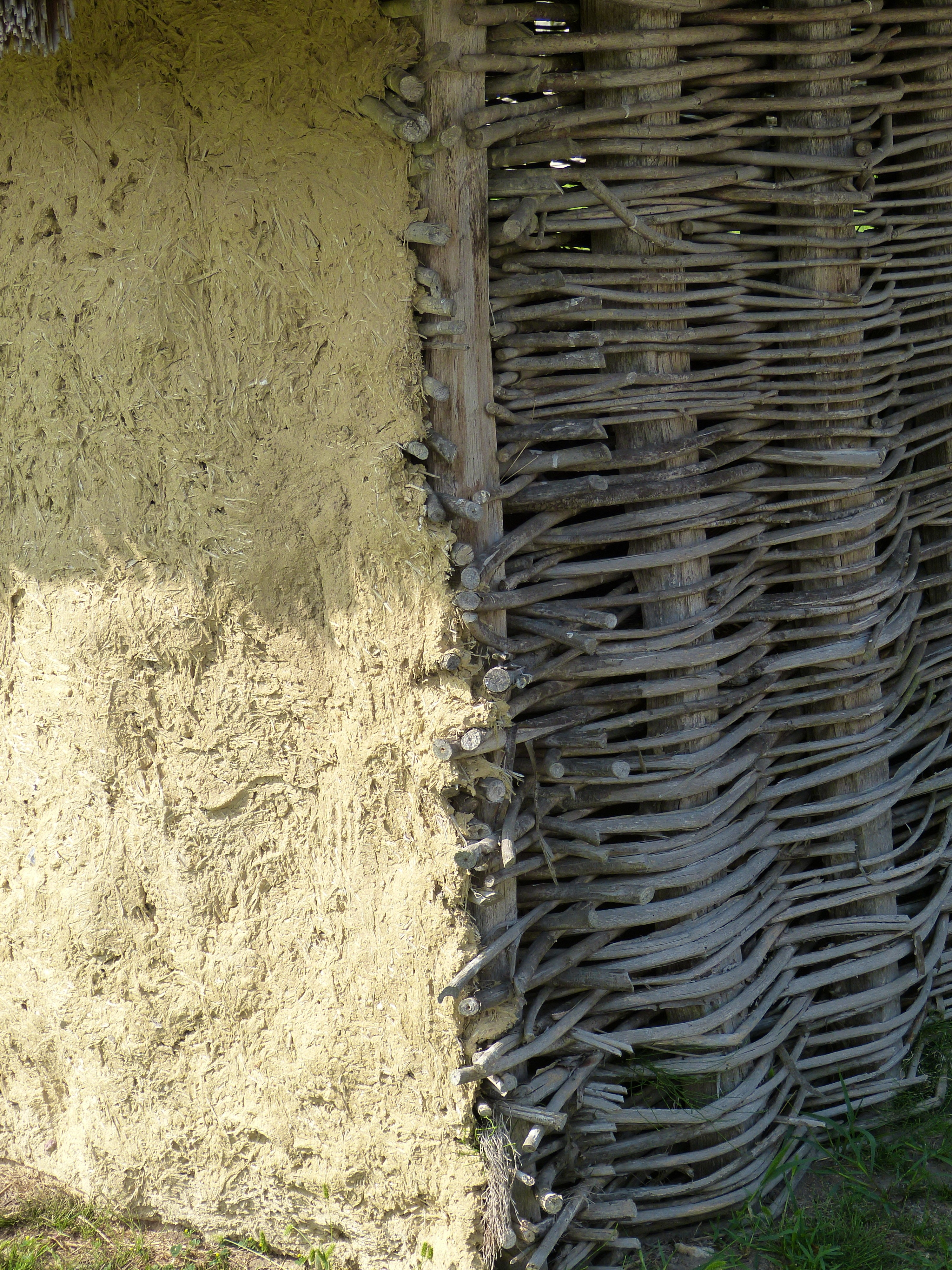
جدران الوتل والجص